# Васконселус, Жозе Мауру де
Жозе Мауру де Васконселус (порт. José Mauro de Vasconcelos; 26 февраля 1920 — 24 июля 1984) — бразильский писатель.

## Биография
Жозе Мауру де Васконселус родился в Рио-де-Жанейро 26 февраля 1920 года. Имел бразильские и индейские корни. Его семья была очень бедной, и, когда он был очень молод, то переехал в Натал, где родственники могли позаботиться о нём. Поступив на медицинский факультет университета, Мауру ушёл со второго курса и вернулся в родной город. Там он работал инструктором по боксу и даже в качестве модели художника.
Из-за его способности рассказывать истории, обладая прекрасной памятью, воображением, немалым человеческим опытом, Васконселус считал своим долгом стать писателем, и начал писать книги, когда ему было 22 года.
Мауру начал литературную карьеру с романа Banana Brava. Его самый большим успехом является роман Meu Pé de Laranja Lima, который рассказывает о личных переживаниях и потрясениях мальчика Зезе, чьим единственным другом является апельсиновое дерево. В образе мальчика писатель во многом отразил себя и своё не самое счастливое детство. Книга была выбрана для изучения на уроках литературы в бразильских школах. По словам писателя, она занимала первое место по книжным продажам в стране. В течение первых нескольких месяцев после опубликования в 1968 году было продано  217 000 экземпляров романа.
Meu Pé de Laranja Lima была неоднократно перенесена на экран и сцену, а самыми известными стали фильм 1970 года (режиссёр — Аурелиу Тейшейра, сценарист — Браз Чедиак) и фильм, снятый в 2013 году режиссёром Маркусом Бернштейном.
Автор имел свои оригинальные методы написания. В начале он выбирал место, в которых персонажи будут действовать. Затем он перебирался в эту местность, дабы там тщательно изучить всё до мельчайших деталей. Для того, чтобы написать роман Arara Vermelha, он прошёл более 2000 километров в безлюдной пустыне. Затем он строит весь роман, определяя даже диалоги. У него была память, которая позволила ему вспомнить каждую мелочь своего воображаемого сценария в течение длительного времени. «Когда история полностью выполнена в воображении, — говорил Васконселус, — то я начинаю писать. Я работаю только когда у меня складывается впечатление, что роман выходит из всех пор тела».

## Память
Писатель скончался в 1984 году от бронхопневмонии.
После смерти Васконселуса в его честь были названы многочисленные библиотеки и культурные центры по всей Бразилии, в том числе библиотека в городе Сан-Паулу.
В 2015 году Google Doodle почтил память писателя в день его 95-го дня рождения.

## Книги
- 1942 : Banana Brava
- 1945 : Barro Blanco
- 1949 : Longe da Terra
- 1951 : Vazante
- 1953 : Arara Vermelha
- 1955 : Arraia de Fogo
- 1962 : Rosinha, Minha Canoa
- 1963 : Doidão
- 1964 : O Garanhão das Praias
- 1964 : Coração de Vidro
- 1966 : As Confissões de Frei Abóbora
- 1968 : O Meu Pé de Laranja Lima
- 1969 : Rua Descalça
- 1969 : O Palácio Japonês
- 1970 : Farinha Órfã
- 1972 : Chuva Crioula
- 1973 : O Veleiro de Cristal
- 1974 : Vamos Aquecer o Sol
- 1975 : A Ceia
- 1978 : O Menino Invisível
- 1979 : Kuryala: Capitão e Carajá